# Тимелія-криводзьоб цейлонська
Тиме́лія-криводзьо́б цейлонська (Pomatorhinus melanurus) — вид горобцеподібних птахів родини тимелієвих (Timaliidae). Ендемік Шрі-Ланки. Раніше вважався конспецифічним з індійською тимелією-криводзьобом.

## Опис

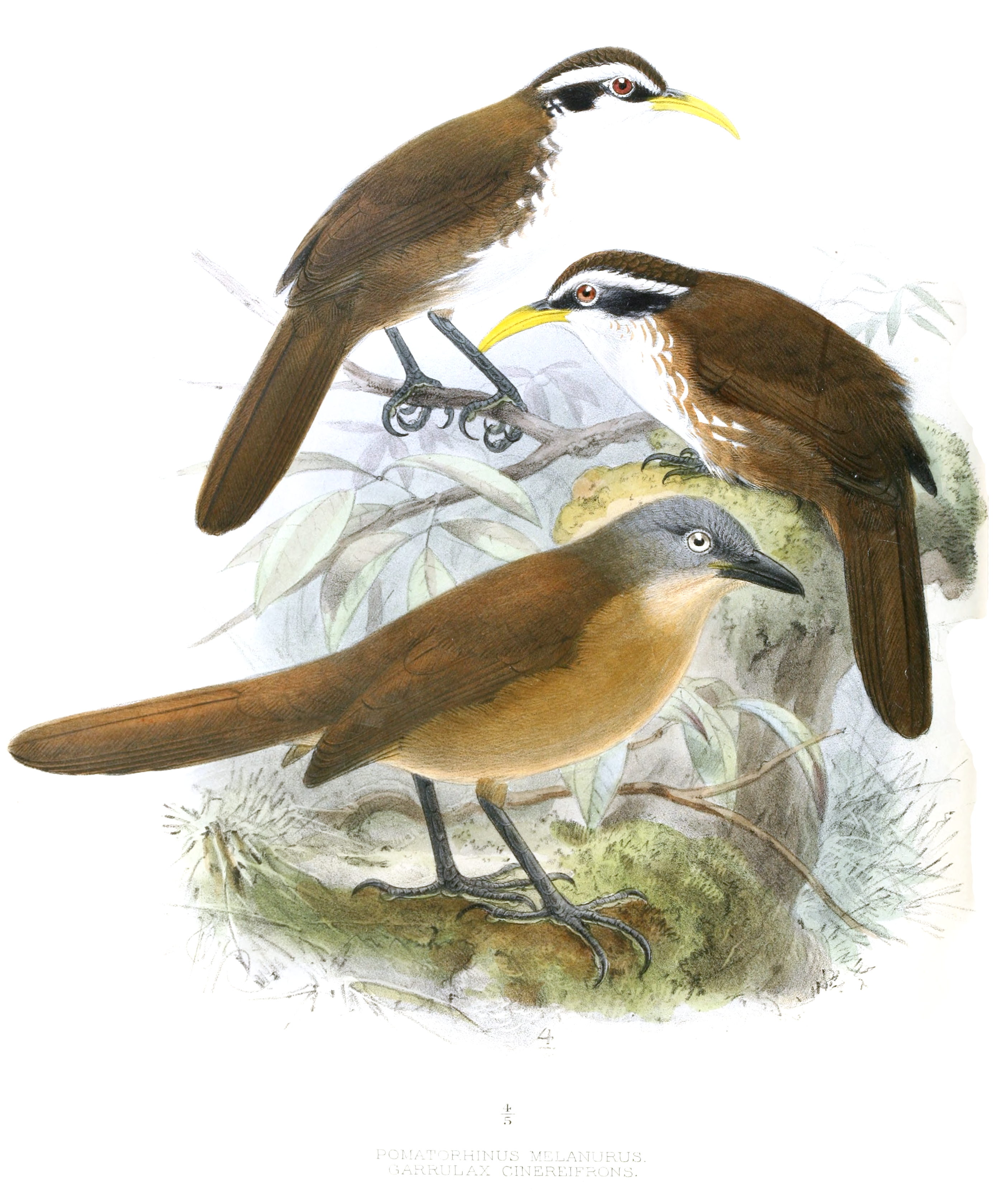
Цейлонські тимелії-криводзьоби (зверху)

Довжина птаха становить 19-22 см. Верхня частина тіла рудувато-коричнева, горло і груди білі, шия, боки і решта нижньої частини тіла сірі або чорнуваті. На обличчі чорна "маска", над очима білі "брови". Очі темні, дзьоб жовтуватий.

## Підвиди
Виділяють два підвиди:
- P. m. melanurus Blyth, 1847 — вологі рівнини і західні високогір'я Шрі-Ланки;
- P. m. holdsworthi Whistler, 1942 — посушливі рівнини і східні високогір'я Шрі-Ланки.

## Поширення і екологія
Цейлонські тимелії-криводзьоби живуть у вологих і сухих рівнинних і гірських тропічних лісах. Зустрічаються на висоті до 2100 м над рівнем моря.

## В культурі
Цейлонська тимелія-криводзьоб зображена на поштовій марці Шрі-Ланки.